# Appel au peuple allemand
L'Appel au peuple allemand (Aufruf an das deutsche Volk) a été lancé par le Cercle Lutetia qui en 1935 et 1936 a réuni des émigrés allemands à l'Hôtel Lutetia à Paris. Il a été signé le 19 décembre 1936 et adopté le 21 décembre de la même année. Parmi les plus de 70 signataires figurent Lion Feuchtwanger, Klaus Mann, Ernst Toller, Ernst Bloch, Rudolf Breitscheid et Willy Brandt. L'appel contenait l'exhortation suivante : « Formez le Front populaire allemand ! Pour la paix, la liberté et le pain ! »
Cet appel visait à renverser les nationaux-socialistes, la libération des prisonniers politiques, la dissolution des camps de concentration, la fin du bellicisme et l'élection de juges par le peuple ont été demandés. Les grands propriétaires fonciers (notamment les Junkers), les groupes industriels et les banques sont également critiqués.